# Dragomir Nikolić
Dragomir Nikolić (szerb cirill betűkkel: Драгомир Николић; ? – ?) Európa-bajnoki ezüstérmes szerb labdarúgóedző. 
1959 és 1961 között -Ljubomir Lovrić és Aleksandar Tirnanić mellett- szövetségi kapitányként irányította a válogatottat. Ezalatt a jugoszláv nemzeti csapat döntőt játszott az 1960-as Európa-bajnokságon.

## Sikerei, díjai

### Edzőként
Jugoszlávia
- Európa-bajnoki ezüstérmes (1): 1960